# 冒険王ビィト
『冒険王ビィト』（ぼうけんおうビィト、BEET THE VANDEL BUSTER）は、三条陸（原作）と稲田浩司（デザイン協力 - 中鶴勝祥）による漫画。また、それを原作としたテレビアニメやゲーム作品。『月刊少年ジャンプ』（集英社）において2002年4月号から連載が開始された。2006年より約10年の休載を経て、2016年、同社の季刊誌『ジャンプSQ.CROWN』に中断されていたエピソードの続きが掲載され、2018年より後継の季刊誌『ジャンプSQ.RISE』で連載が再開された。2006年4月時点で累計部数は350万部を突破している。
魔人（ヴァンデル）と呼ばれる存在によって人々が苦しめられている「暗黒の世紀」と呼ばれる時代の世界を舞台に、魔人の退治を生業とする「ヴァンデルバスター」となってすべての魔人を倒すため旅をする少年ビィトと仲間たちの冒険と戦いを描いた物語である。
テレビアニメ版は東映アニメーション制作により2004年9月から2006年3月にかけて、原作ストーリーに沿いつつオリジナル要素を加えた第1期『冒険王ビィト』全52話、完全オリジナルストーリーの第2期『冒険王ビィト エクセリオン』全25話が放映された。詳細は「アニメ」の節を参照。特記なき場合、本項目において二重かぎ括弧付きの『エクセリオン』は第2期アニメシリーズを指す。

## 解説
本作品の作者である三条と稲田は、『週刊少年ジャンプ』に1989年から1996年にかけて連載され人気を博した『DRAGON QUEST -ダイの大冒険-』の原作・漫画コンビである。『ダイの大冒険』終了後、『月刊少年ジャンプ』から同誌の「カンフル剤」となるような漫画を同コンビで描いてほしいとオファーを受け、まずゲームタイトルの読切漫画を掲載後に連載を開始するという運びになり、コンピュータゲーム『ドラゴンクエストIV 導かれし者たち』のPlayStation版発売に合わせて同作品の世界を舞台とする読切作品『DRAGON QUEST IV外伝 -地獄の迷宮-』を2001年12月号、2002年1月号に掲載した。この作品の主人公ギィンと相棒のプラナが雛形となって、本作の主人公ビィトとそのパートナー、ポアラのキャラクターが生み出された。同コンビでの作品は読切を含め4作目で、これまではコンピュータゲーム「ドラゴンクエストシリーズ」を原典とする作品を手掛けてきたが、連載では権利関係が難しいということで、本作の世界設定はすべてオリジナルのものとなっており、同シリーズの生みの親である堀井雄二が監修についていない作品はこれが初となる。本作においては「デザイン協力」としてアニメーターの中鶴勝祥が参加しており、敵である魔人・魔物や、ヴァンデルバスターが生成する武器「才牙（サイガ）」のデザインを手がけている。
三条によると本作は『月刊少年ジャンプ』の人気回復という編集部からの期待を受けた企画であり、人気投票ではしばらく「不動の1位」であったという。2003年3月号からは読者投稿コーナー「魔賓館V.I.P.」が設けられた。連載開始から約2年半後の2004年から2006年にかけてはテレビアニメ版が放送され、中鶴がアニメ版でもキャラクターデザインを手がけることになった。同時にコンピュータゲーム3作（後述）やトレーディングカードゲーム『冒険王ビィト CARD GAME』をはじめとするメディアミックス・玩具展開も行なわれた。2005年には原作のガイドブック『冒険王ビィト グランドアドベンチャー』も発売された。
『月刊少年ジャンプ』2006年9月号より、稲田の病気療養のため休載に入った。9月号と10月号では次号での復帰を前提とした告知がなされていたが、同年11月号において、長期休載が正式に発表された。連載再開の時期が決まらないまま翌年には『月刊少年ジャンプ』も2007年7月号をもって休刊となり、本作の再開時期は決定しだい『週刊少年ジャンプ』『Vジャンプ』のホームページで告知するとされた。
2016年4月15日発売の『ジャンプSQ.CROWN 2016 SPRING』より、約10年ぶりに連載が再開された。再開の報は2015年12月21日発売の『週刊少年ジャンプ』2016年3・4合併号で発表され、開始前には総集編『冒険王ビィト総集編 Buster's Records』全4巻も発売された。休載に入った時点での敵キャラクターであるバロンとの戦いを決着まで描いたこのエピソードは「バロン編」と名づけられ、同年秋の『SQ.CROWN 2016 AUTUMN』でひとまず完結した。その後『SQ.CROWN』は休刊となり、2018年4月16日発売の『ジャンプSQ.RISE 2018 SPRING』より連載再開となった。

## あらすじ
プロローグ（第1話、単行本第1巻）
突如地上に現れた魔人（ヴァンデル）が魔物（モンスター）を操り、人々を苦しめ続ける「暗黒の世紀」と呼ばれる時代。辺境の地アンクルスの里で育った正義を信じる少年ビィトは、魔人退治を生業とする「ヴァンデルバスター（バスター）」のなかでも大陸一といわれる「ゼノン戦士団」に入ることを夢見て、周囲の反対も聞かず勝手にバスターの契約を済ませる。それからほどなくして、より人間を苦しめた魔人に与えられる宝玉「星」ひとつが懸けられたゼノン戦士団の首を狙い、五ッ星の強豪魔人ベルトーゼが姿を現す。両者の戦いを目撃したビィトは優勢の戦士団リーダー、ゼノンに声援を送るが、そのためにベルトーゼに捕まって致命傷を負わされ、ビィトを救おうと陣形を崩した戦士団の5人も攻撃を受け壊滅状態となる。5人は、バスターの力の源である天力を極めたすえに生成できる究極の武器「才牙（サイガ）」に残りわずかの生命力を込めてビィトに託すと、ゼノンがビィトの実兄であることを明かし、最後の力でベルトーゼに立ち向かう。ゼノンたちは戦いの果てに行方不明となり、目を覚ましたビィトは自分の無力さに打ちひしがれて号泣し、強くなってみずからの手で暗黒の世紀を終わらせる決意を固める。それから3年後、修行を重ねてたくましく成長したビィトの冒険が始まる。
アンクルス編（第2話 - 第3話、単行本第1巻）
バスターとなりアンクルスの里を守っていたビィトの幼馴染ポアラは、里を襲う二ッ星魔人ムガインを倒そうと居城に忍び込むが、逆に罠にかけられ危機に陥る。そこへ3年ぶりに修行の旅から帰ってきたビィトが現れ、ゼノン戦士団から受け継いだ才牙でムガインをたやすく仕留める。ビィトは里に巣食った魔物もすべて退治し、暗黒の世紀を終わらせるべく1人で旅に出ようとするが、復活したムガインにより思わぬ窮地に立たされる。間一髪で駆けつけたポアラの助けを得て勝利したビィトは、2人で「ビィト戦士団」を結成してともに旅立つ。
レドウ編（第5話 - 第10話、単行本第2巻 - 第3巻）
ワンダラ山地を越え、港町レドウにたどり着いたビィト戦士団は、かつてビィトと行動をともにしていたバスター、スレッドと出会う。ビィトの資質に目をつけた六ッ星魔人グリニデは、魔物を率いて町を襲撃し、ビィトを未熟なうちに始末しようとするが、そこへ七ッ星となったベルトーゼが現れ、グリニデを挑発する。グリニデは怒りをこらえて退き、ビィトはベルトーゼに戦いを挑む。苦戦のすえにビィトが勝利するものの、倒した相手は本体よりもはるかに弱い分身体に過ぎなかったことが判明する。ビィトをかばい負傷したスレッドは黙って去り、ビィトたちは戦力不足を補う新たな仲間を求めてグリニデの勢力圏「黒の地平」へと向かう。
黒の地平編（第11話 - 第26話、単行本第4巻 - 第7巻）
大河を渡り「黒の地平」にたどり着いたビィトたちは、七ッ星となったグリニデに仕える三魔人に次々と遭遇する。そのなかでビィトは、修行時代の親友キッスと2年ぶりに再会するが、キッスは信頼していたバスターによって捨て駒にされ、敵である魔人に認められた経験から人間を裏切り、グリニデの配下となっていた。ビィトたちは激闘のすえに三魔人を倒し、かつての志を取り戻したキッスをグリニデの呪縛から解放してビィト戦士団の3人目に加える。
グリニデの居城を目指すビィト戦士団は道中、特別な権限を持つブロード・バスター (BB) のミルファと知りあい、協力して魔物退治を行なう。そして3人は中枢部を破壊して侵略を阻止するために城へと攻め込むが、限界を超えた怒りによって凶暴な真の姿を現したグリニデと正面から戦うことになる。3人は死力を尽くしたすえに奇跡のチームワークを実現し、これを倒すことに成功する。しかしキッスは駆けつけたミルファにより、魔人に協力した罪で逮捕される。ビィトたちは3人で協力して罪を償うため、バスターの本拠地グランシスタ王国へ向かうことになる。
ベカトルテ編（第28話 - 第41話、単行本第8巻 - 第11巻）
グリニデが倒されたことで、魔人の拠点「魔賓館」の館長シャギーは、ビィトがゼノンと同様の特別な力を秘めていると判断し、魔人の頂点「八輝星」にもっとも近い全世界の七ッ星魔人たちに向け、ビィトを倒した者には無条件で星ひとつを授与すると告げる。一方、海を渡り工業都市ベカトルテで魔人退治を手伝っていたビィトたちは、記憶を失ったゼノン戦士団のひとり、クルスと出会う。そこへ七ッ星魔人のひとりガロニュートが現れ、抜け駆けをしてビィトを倒そうとする。とどめを刺す寸前でガロニュートは制止され、ベカトルテ近海のマニヨン島に集められた七ッ星魔人たちのあいだでビィト抹殺の順番が決定し、あらためてガロニュートが一番手となる。
謎の人物「翼の騎士」によって危機から救われていたビィトは、修行を受け才牙の真髄を見いだす。自分たちをおびき寄せるために連れ去られたクルスを救うべく、ビィト戦士団はミルファと町に立ち寄ったスレッドを加えた5人でマニヨン島に築かれた要塞に攻め込み、罠を打ち破りガロニュートを倒す。
その後ビィトは記憶の戻ったクルスから、3年前、ゼノンがみずからに施された封印を解き、ベルトーゼと極限を超えた死闘を繰り広げ、その果てに全員が散り散りになったことを聞き、残る4人との再会を信じて特訓に励む。
サンクミール編（第42話 - 第56話、単行本第11巻 - 第14巻）
グランシスタへ向かう飛行機を飛べるようにするため、荒野の国サンクミール周辺で魔人退治を行なっていたビィト戦士団の3人は、ビィト抹殺の二番手で、かつてキッスが人間を裏切るきっかけとなった七ッ星魔人バロンに戦いを挑まれる。その絶大な力のまえにポアラは一撃で倒れ、キッスは錯乱して逃げ出す。さらに月に一度の「赤い月の夜」を迎え、高潔なバロンの精神は眠りにつき、その肉体は凶悪な補助頭脳ザンガに支配される。ビィトは才牙の秘めた力を解放してザンガを撃退するものの、才牙に自身の生命力をも奪われ危険な状態となる。
後日、ビィトの力を恐れるザンガの懇願を受けたバロンはとどめを刺しに向かい、翼の騎士やミルファ、BBカルロッサたちの迎撃も退けてビィトのもとに迫る。自分に絶望し心が折れていたキッスは、力がなくとも強い心を持って生きる少女ガラの姿を見て再起し、バロンに立ち向かう。そのなかでビィトは翼の騎士の力を借りて復活を遂げ、ついに自分自身の才牙を具現化し、戦いの流儀を貫こうとするバロンを見かねてその肉体を支配したザンガを打倒する。バロンはザンガの最期に報いて星を引き剥がし、もはや自分のことを倒すべき魔人ではなくなったというビィトに敗北を認め去ってゆく。
出発までのあいだ修行に励んでいたビィトたちのもとに、じつはグランシスタ王女であったミルファを慕う最強のBBガレルと、その相棒モシェロが現れる。勘違いからガレルに決闘を挑まれたビィトは、戦いのなかで自分自身の才牙の特性を知り、痛み分けにまで持ち込む。
グランシスタ編（第57話 - 第74話、単行本第14巻 - 第18巻）
長距離飛行機でグランシスタへとたどり着いたビィトたちは、バスター協会をまとめる国王アルファ・ド・グランシスタの歓迎を受ける。しかし、愛娘ミルファの意中の相手がキッスであることに衝撃を受けたアルファの才牙が暴走し、それに心の弱さを見抜かれたキッスは投獄されることになる。そのとき、ビィト抹殺の三番手ヒスタリオが、変わり果てた姿となったゼノン戦士団のひとり、ライオと魔物の大群を従え、ビィトをも自分の仲間に加えようともくろみ、城下町バロックスに襲撃をかける。応戦したビィトはライオの姿に動揺して深手を負い、「骸の幽霊船」と呼ばれる母艦のもとへ連れ去られる。脱獄したキッスがヒスタリオを足止めし、ふたたび現れた翼の騎士とポアラがビィトを救い出す。
目を覚ましたビィトは幽霊船に奇襲をしかけ、仲間に足止めを任せてライオに一対一での戦いを挑み、渾身の力で勝利する。一方、ヒスタリオに捕らえられ、片腕の魔物によってライオと同じく生きたまま不死身に近い強化人間へと改造されていたスレッドは、仲間意識を植え付けられる処置を受ける寸前で脱出し、新たな力でライオを奪還する。ポアラも自身の才牙に目覚め、ふたたび5人の戦士が集って完全不死のヒスタリオに挑む。ビィトは仲間たちとの協力により、以前にザンガを撃退した才牙の力を解放し、ライオの助力も得てヒスタリオを異空間に封じ込める。こうして人間と魔人の最終決戦の幕開けとなる戦い「凶刃事変」は終結する。
その後、キッスはその心と力を見極めたアルファの裁きによりバスターの権限を取り戻し、スレッドとミルファも正式に加入して5人の新生ビィト戦士団が発足する。
（第75話 - 、単行本第18巻 - ）
ビィト戦士団はアルファより任務を受け、魔賓館が存在するといわれる最果ての地「エンドワールド」を目指し、その前にそびえるキューロック山脈へとたどり着く。そこでビィトたちは、七ッ星魔人のひとりノアに遭遇する。争いを嫌いビィト抹殺を棄権しながらも、シャギーへの不信から独自行動を始めたノアは、みずからの手でビィトを殺すと告げて戦士団に襲いかかる。絶体絶命の状況でも揺るがない意志を見せるビィトに対し、ノアは戦いの手を止め、自分をビィト戦士団に加えてほしいと頼む。

## 登場人物
主要登場人物の概要は以下のとおり。
ビィト
本作の主人公。大陸一のバスター、ゼノン戦士団から5つの「才牙」を受け継ぎ、「暗黒の世紀を終わらせる男」になることを目指して魔人退治の旅に出る。
ポアラ
ビィトの幼なじみ。ビィト戦士団のNo.2としてともに旅に出て、サポートする。
キッス
ビィトの旧友。人のもつ「天力」を転化した攻撃「天撃」の天才で、「世界一の天撃使い」を目指している。
スレッド
ビィトの知り合いで、ライバルのような関係のバスター。無愛想だが、ビィトのことをよく気にかける。
ミルファ
高い実力を有し、バスターの逮捕権も持つブロード・バスター。明るい性格のロマンティスト。

## 設定
本作の舞台となる世界は、魔人（ヴァンデル）が地上で圧倒的な力を振るい、人間は壁に囲まれた町でかろうじて持ちこたえ、「ヴァンデルバスター（バスター）」と呼ばれる戦士が町を守っているという図式である。三条はこれに近い例として後発の漫画『進撃の巨人』を挙げている。
『地獄の迷宮』で監修を務めた堀井が「『ドラクエ』ではお金や経験値の入手方法をあえてぼかしてある」と発言していたことから、三条はここに「ドラゴンクエストシリーズ」と差別化できる点を見いだし、ロールプレイングゲーム（RPG）にみられるレベルや報酬の入手システム描写によって独自性を出せるという狙いのもと、RPG的な要素を漫画に落とし込みバスターの設定を作り上げた。また、魔人の側にも独自の文化を設け、どちらも「数字で動く」ようにしたかったと述べている。
バスターのイメージは「ヴァンパイアハンター」に由来し、「ヴァンデル」は「ヴァンパイア」に「デビル」を足したネーミングである。

### 人間側
魔人や魔物が地上を闊歩するようになって以来、人間が生存できる区域は限られたものになっており、人間たちは「門（もん）」と呼ばれる装置によって空中に結界が張られ、周囲を防壁で囲まれた空間内で国や町を形成して生活している。「門」は意思をもって言葉を話し、人間と魔人や魔物を識別して入口を守っているが、「門」や結界を打ち破るほどの力をもった魔人や、「門」の破壊や欺瞞を行なえる魔物なども存在するため、防壁の内側であっても人間にとっては決して安住の地ではなく、すでに多くの国や町が滅ぼされている。各国間の交通手段もほとんど失われており、乗り物は狙われやすいため陸路は基本的に徒歩移動で、危険度が低い海路や空路では武装客船や飛行機などが使用されるが、これらを製造する世界最大の工業都市ベカトルテも魔人による被害が大きく、すでに飛行機は希少なものとなっている。人間世界で流通する通貨はすべて硬貨で、単位は「MG（マギー）」。
魔人は普通の人間の手に負える相手ではなく、特殊な力を覚醒させたヴァンデルバスターと呼ばれる一部の人間がその退治を行なっている。

#### ヴァンデルバスター
ヴァンデルバスターとは、魔人や魔物を倒すことを生業としている者の総称。通称「バスター」。各地の「鑑定小屋（ハウス）」と呼ばれる施設で契約の烙印（ブランディング）を胸に刻むことによって、大気中のエネルギーを操って火や水などのさまざまな形に生成できる「天力（てんりょく）」を使う能力を発現させ、正式なバスターとなる。
世界各地で活動していた賞金稼ぎが元祖であるとされ、のちに世界随一の大国「グランシスタ」が母体となり「バスター協会」が発足し、システム化された。バスターとなる契約そのものは誰でもでき、一攫千金を目的とする者も多いが、魔人を倒して多額の報奨金を得られるほどの力を身につけられる者はごく一部で、多くはそれまでに命を落とす。
バスターは烙印により生涯にわたって一般人とは明確に区別された存在となり、また常人離れした能力の持ち主であるがゆえに、一般人からはしばしば畏怖の対象とされる。

##### バスターの戦法
バスターは通常の魔物相手であれば、剣や槍、銃などの「通常武器」（後述）を用いて戦うが、魔人や強力な魔物と互角以上に戦うには天力を用いた攻撃が必須となる。
天力により自然のエネルギーを操り、攻撃のために転化したものを「天撃（てんげき）」という。「火」「水」「風」「雷」「光」の五つの属性に分類され、得意な属性は通常、個人によって得手不得手がある。
- 火 - 火炎や高熱を生み出す。威力もあって扱いやすく、初めに習得するバスターが多い[29]。
- 水 - 低温系の攻撃のほか、防御や解毒などバリエーションに富む[29]。
- 風 - 空気を制御して風を生み出したり切り裂いたりする攻撃や、自身の速度向上などができる[29]。
- 雷 - 電撃による強烈なダメージを与える攻撃ができる[29]。
- 光 - 天撃の頂点にして[29]、「始まりと終わりの力[30]」とされる。扱う者がもっとも少ない[29]。

各属性には初歩的なものから、「上位天撃」と呼ばれる高度なものが存在する。同じ天撃であってもその威力は使用するバスターの力量によって異なり、上位天撃では扱う者によって形状にも大きな違いが現れる。各天撃の名称は通常天撃の場合「天撃の火炎」「天撃の雹弾」、上位天撃では「天烈の大火球」「天青の氷結波」などのようになる。
天撃を極め、天力が極限まで高まることで大気中のエネルギーから物質が生成できるようになったバスターは、「才牙（サイガ）」と呼ばれる武器を生成することができる。これはバスターの究極の武器と言われ、自身の理想とする武器を胸から光の玉の状態で出現させて実体化する。絶大な威力を発揮するバスターの切り札であるが、長期戦になると天力を著しく消耗するため、短時間の眠りを余儀なくされ、才牙が損傷すると生成者自身もダメージを受けるといった弱点も存在する。
天撃や才牙には「奥義（おうぎ）」と呼ばれる技があり、自身の戦い方を熟知し創意工夫しながらこれを編みだすことでバスターの攻撃力はさらに高まり、強大な魔人に対する決め手となるほどの一撃を放つことができる。奥義のなかには一般化した名称がつけられている場合もあり、近距離で天力を圧縮して爆発させる火の天撃の奥義「バーストエンド」がその一例で、水、風などにも同様の奥義があるとされる。
バスターは通常、複数のバスターどうしが鑑定小屋で「戦士団（せんしだん）」と呼ばれるチームの登録を行う。集団で戦うことで生存確率が高くなり、強力な魔人・魔物との戦いを有利に進めることができる。

##### 報酬と昇格
バスターは各地の鑑定小屋で依頼を受け、MG硬貨による報酬を受け取り、バスターの格を表す「レベル（LV）」を上げる。鑑定小屋にいる「鑑定士」は皆、昔はバスターだった者たちであり、狼藉を働こうとすれば天撃によって排除される。バスターの実績評価は「網膜鑑定（もうまくかんてい）」とよばれる作業によって行われる。鑑定士が網膜を覗き込んで、そこに焼き付けられた記憶からそのバスターが過去に倒した魔物や魔人を特定し、その死が確認されれば報酬が支払われる。隠れて行なった悪事も見抜かれるため、規則を破ったバスターは罪を償わない限り、報奨金の獲得やLVアップができなくなる。
網膜鑑定によって診断されたあと、魔物や魔人を倒して得られた「昇格値」が一定値に達していれば、LVアップが行なわれる。LVが1上がるごとに、バスターの胸に焼きごてのような道具で烙印（ブランディング）がひとつ押される。刻印の形状はこの世界の古代数字となっており、10本の線でひとつの記号のようになるようできている。バスター契約をする際の最初のひとつだけは、天力を操る能力を発現させる特別なもののため強い痛みを伴うが、通常のLVアップでは痛みはない。戦士団契約を結んでいる場合、報酬や昇格値は山分けとなる。
LVはバスターの実力を測る目安として用いられる。地図はLVに応じた範囲でしか見せてもらえず、危険な地域では「門」を通る際にLVを確認されることもある。ブロード・バスター（後述）になる場合など、一定以上のLVが資格として必要な場面もある。

##### 装備
LVが10になると鑑定小屋で「バスターズ・ジャケット」と呼ばれる、魔人の冥力や毒素を防ぐ効果をもつ制服のようなものが与えられる。急所の首を守るネックガードのついたものが多く、色やデザインは自由に選択でき、上級のバスターほど黒を好むとされる。バスターズ・ジャケットの下には「アンダージャケット」と総称される、防御性と動きやすさに優れた服装を着用する。
バスターがふだんから装備する武器は才牙に対して「通常武器」と呼ばれ、LVの低いうちは武器屋で売られている一般的な武器を用い、LVが上がってくると鑑定小屋に依頼して専用にカスタマイズされた高額な武器を使用するようになる。剣や槍のような刃物がもっとも一般的だが、高価ながら銃も普及しており、天力を増幅したりする特殊な武器も存在する。バスターはこれらから自分に合った武器を模索したすえに才牙に至るとされる。

##### 規則・取り締まり
バスターにはさまざまな規則が設けられており、とくに魔人側への協力はいかなる理由があろうと固く禁じられている。
バスターのなかにはその実力が認められ、バスター協会の本拠地「グランシスタ」で特別な許可を受けた「ブロード・バスター」と呼ばれる者が存在する。通称は「BB」。実力や活動範囲は並のバスターとは桁外れで、罪を犯したバスターを逮捕することができる「管理官」の資格も持っている。この資格を得るためにはLV40以上で上位天撃・才牙を扱えることが必須である。ブロード・バスターとなるのは希望者のみであり、条件を満たせば自動的になるわけではない。
罪を犯して処罰が決まっていないバスターは、ブロード・バスターが同行していれば特別処置として鑑定小屋で「暫定LV証明書」を受け取ることもできる。

### 魔人側

#### 魔人（ヴァンデル）
ヴァンデルとは、ある日突然地上に現れて人々を苦しめ、「暗黒の世紀」と呼ばれる時代を作り出した元凶である魔人の総称。天力とは異なる闇の力で、大地から生み出される邪悪なエネルギーを自身の体に宿した「冥力（めいりょく）」を操り、外見や能力は個体によってまったく異なるが、頭部に冥力を制御するための「角」を持ち、左腕には魔人としての格を表す「星」が埋め込まれているという共通点が存在する。すべての魔人は戦うために生まれたとされ、非常に好戦的で凶悪な者が多数を占めるが、一方でひとりたりともまともな者が存在しないといわれるほど、それぞれ個性的で癖のある性格をもつ。幼年期などは存在せず、最初から完全体で生まれるとされる。性別が存在するかは定かではなく、各魔人は「男」と形容されることが多いが、人間の女性のような姿をしたロディーナという魔人も存在する。
基本的には人のように群れず単独で行動し、多くは後述する魔物（モンスター）を従えているが、一部にはほかの魔人を配下とする者もいる。より人間を苦しめる強力な魔人が育てばよいという理由から、魔人どうしの競争や共闘、殺し合いすらも許容されている。
名を上げた魔人には周囲の魔人や人間たちによって噂され、「異名（二つ名）」が付けられる。通常は他人に付けられるものだが、自分で異名を考え、それを広める魔人もいる。

##### 魔人の戦法
魔人の用いる冥力は、バスターの用いる天力よりもその使用法はバリエーションに富む。
代表的なものは冥力を攻撃や防御のために転化した「冥撃（めいげき）」で、「火」「水」「風」「雷」「魔」の五つの属性に分類される。強力な冥撃になるほど、大地から発生するという要素がより顕在化する。
- 火 - 火炎や高熱を生み出すという点では天撃と同様であるが、冥撃は上位になるほど溶岩のような形状になる[62]。
- 水 - 雪や雹、雨などの効果を持つ天撃に対し、津波や渦潮、氷原といった効果が多い[62]。
- 風 - 突風や竜巻などの効果を持つ天撃に対し、ガスや空気圧縮などの特殊な性質を持つ[62]。
- 雷 - 空中から発生させる天撃に対し、地中から発生させる[62]。
- 魔 - 冥撃の頂点とされ、光の天撃同様、扱える者が非常に少ない[62]。

天撃と同様に「上位冥撃」が存在し、これも使用者によって異なる形状となる。各冥撃の名称は通常冥撃の場合「冥撃の獄炎」「冥撃の氷柱」、上位冥撃は「灼熱の冥獄炎」「業火の冥撃流」などのようになる。
バスターの奥義と同様、魔人にも「魔奥義（まおうぎ）」と呼ばれる技が存在するが、バスターの天撃や才牙が比較的パターン化されているのに対し、魔人ひとりひとりでまったく違うものになる。
魔人のなかには、魔人や魔物の死肉を集めて作るかりそめの肉体「分身体（ファントム）」を遠くから冥力で操る者もいる。分身体の能力は本体に比べてはるかに劣るが、上級魔人の分身体は人間に対して充分脅威となりうる。また、倒した場合も本体に比べると報奨金が非常に低い。

##### 星
バスターの「レベル」に相当する魔人の格は、左腕に埋め込まれた宝玉「星（ほし）」によって表される。魔人には生まれつき星がひとつ付いており、より人間を苦しめることで評価され、新たに授与される仕組みになっている。はぎ取ると黒く濁って使い物にならなくなり、持ち主が死んだ場合は砕け散るため、ほかの魔人から奪うことはできない。
魔人は所有する星の数によって「一ッ星」「二ッ星」と呼称される。バスターから見た場合、魔人の強さの目安となるが、知謀による功績によっても授与されるため、必ずしも戦闘能力の高さを示すものではない。ただし、六ッ星ともなれば頭脳だけで到達できる領域ではないとされ、七ッ星にいたっては全員が特殊な能力をもつ強豪ぞろいで、伝説的存在として恐れられている。
多くの魔人の目標はこの星を8つ集め、魔人の支配者といわれる「八輝星（はっきせい）」となることである。星は数が増えるほどもらいにくくなっており、とりわけ七ッ星と八輝星のあいだの道のりは気が遠くなるほど長いとされる。

##### 魔賓館
通常は単独で行動する魔人にも唯一共通の拠点があり、それが「地の果て魔の泉」と呼ばれる「魔賓館（まひんかん）」である。おもに魔人が後述する魔物を購入するための施設であるが、談話スペースや娯楽施設、七ッ星専用のV.I.P.ルームなども備わっている。全魔人を評価・監視する魔人シャギーが魔賓館の館長を兼任しており、報酬の支払いや星の授与もみずから行う。魔賓館の地下深くには魔人の創成主である「暗黒なる瞳（ダークネス・アイズ）」が鎮座する。
魔人に対しては人間を苦しめた功績に応じ、魔賓館から報酬として「魔札（まさつ）」が支払われる。魔人のあいだで流通している通貨で、魔賓館で魔物の購入、強化などに使用され、ほかにも嗜好品、武具、装飾品の購入や城の建築、娯楽施設の利用にも必要となる。独特の模様が入った紙幣で、硬貨は存在しない。単位はBL（ベイル）。
魔賓館は最果ての地「エンドワールド」にあるとされ、魔人たちがそこへ行くには地中から出現して任意の場所に移動できる「地脈の扉（ちみゃくのとびら）」を使う。館長のシャギーはこれを使ってあらゆる場所に姿を現す。一般の魔人でも自分で購入できるが、それに必要な魔札を支払えない低級の魔人は秘密の場所に隠されている公共施設のような扉を魔札を使って利用する。

#### 魔物（モンスター）
魔物（モンスター）は、魔人の配下として、人間社会に打撃を与えるために活用される存在。古代の魔人はみずからの力で魔物を製造する能力を持っていたといわれるが、現在魔物の製造技術は魔賓館の独占であり、すべての魔人は魔札を使って魔賓館から魔物を購入するシステムとなっている。一部を除く魔物は言葉を話す知能を持っていないが、料金を上乗せすることによって言葉と名前を与え、魔人の片腕となる「腹心魔物」に強化することも可能。
魔賓館で製造される魔物の値段や特性は「魔獣大鑑（まじゅうたいかん）」という書物に記されている。魔賓館の総合受付に置かれているが、持ち運び用の魔獣大鑑も取り扱われている。魔物は属性によって以下の全十章に分類されている。
- 「樹の章」 - 森林地帯などに棲息する植物型、虫型を中心とする魔物。総じて戦闘能力は低いが、安価で繁殖力に優れたものが多い。
- 「沼の章」 - 川や沼地に棲息する魔物。軟体動物型や、液状の体をもつものが多い。
- 「地の章」 - 地上で活動する魔物。獣型・獣人型が多く、集団行動を得意とする。
- 「渦の章」 - 海洋、大河などに棲息する魔物。水棲動物型が多い。
- 「砂の章」 - 砂漠や砂浜に棲息する魔物。
- 「窟の章」 - 洞窟や火山に棲息する魔物。
- 「鉱の章」 - 身体が鉱物で形成された魔物。
- 「骨の章」 - 身体が骨や化石で形成された魔物。
- 「極の章」 - 寒冷地に棲息する魔物。
- 「絶の章」 - 分類不能の魔物。

## 読者投稿コーナー
『月刊少年ジャンプ』2003年3月号より読者投稿コーナー「魔賓館V.I.P.」（まひんかんブイアイピー）が開始された。投稿者は「ヴァンデルネーム」を名乗って魔賓館を訪れる魔人となる。イラストを投稿する「ペンバリーの巣」、魔人に悩みを相談する「魔人生相談」などがあり、はがきが採用されると「魔札」がポイントとして与えられる（単位は「束」）。「星」システムも存在し、一ッ星から始まって魔札が一定数与えられると星を獲得できる。コーナー開始1周年となる2004年3月号において「八輝星」システムが公開され、星獲得数のランキングが毎号発表されるようになった。二ッ星以上になるとランキングにヴァンデルネームが載り、星が増えるごとに特典が与えられ、八輝星に到達すると1ページが貸し切りになる。
コーナー名の「V.I.P.」は、「魔人はピープルにあらず」ということで「Very Important People」ではなく、「VANDEL ICCHO PA〜TTO YARIMASUKA!（ヴァンデル いっちょ パ〜ッとやりますか！）」の略とされている。
2004年10月号からは読者が考えた魔人を募集する「アナタが創造するオリジナル魔人コンテスト」（略称「アナヴァン」）が開催され、グランプリに選ばれた「暗黒の世紀のさいそく人ガネール」はアニメ版『冒険王ビィト』第35話から第38話にかけてのオリジナルエピソードに登場し、準グランプリに選ばれた「夢幻の覇者オロゾン」「ねじれの魅惑者グラニャオース」はトレーディングカードゲーム『冒険王ビィト CARD GAME』第3弾のカードに採用された。
ガイドブック『冒険王ビィト グランドアドベンチャー』には、開始から2005年1月号までに掲載された本コーナー23回分が収録されている。
本コーナーは本編が長期休載に入って以降も募集は継続された。連載再開後の掲載誌『ジャンプSQ.CROWN』『ジャンプSQ.RISE』には読者投稿コーナーは設けられていない。

## 書誌情報
単行本（コミックス）は集英社より発売されている。
連載の休止にともない一時絶版となっていたが、2016年7月には少年ジャンプ+、Amazon Kindle、iBooks Storeなどで電子書籍版が刊行、書籍版も同年10月に復刊された。

### 漫画本編
- 三条陸（原作）・稲田浩司（漫画）・中鶴勝祥（デザイン協力） 『冒険王ビィト』 集英社〈ジャンプ・コミックス〉、既刊18巻（2024年10月4日現在）
  1. 「少年、起つ！」2002年10月9日第1刷発行（10月4日発売[集 1]）、ISBN 4-08-873290-1
  2. 「宿敵ふたたび！」2003年1月11日第1刷発行（1月6日発売[集 2]）、ISBN 4-08-873373-8
  3. 「激闘！ベルトーゼ」2003年4月9日第1刷発行（4月4日発売[集 3]）、ISBN 4-08-873415-7
  4. 「第3の仲間！」2003年8月9日第1刷発行（8月4日発売[集 4]）、ISBN 4-08-873501-3
  5. 「おれの胸で泣け！」2003年11月9日第1刷発行（11月4日発売[集 5]）、ISBN 4-08-873530-7
  6. 「血風！グリニデ城」2004年3月9日第1刷発行（3月4日発売[集 6]）、ISBN 4-08-873581-1
  7. 「一撃にかけろ!!!」2004年7月7日第1刷発行（7月2日発売[集 7]）、ISBN 4-08-873635-4
  8. 「嵐呼ぶベカトルテ!!」2004年10月9日第1刷発行（10月4日発売[集 8]）、ISBN 4-08-873674-5
  9. 「才牙の真髄!!」2005年4月9日第1刷発行（4月4日発売[集 9]）、ISBN 4-08-873798-9
  10. 「出陣！5人の戦士」2005年10月9日第1刷発行（10月4日発売[集 10]）、ISBN 4-08-873857-8
  11. 「天からの挑戦!!」2006年4月9日第1刷発行（4月4日発売[集 11]）、ISBN 4-08-874045-9
  12. 「迎撃!!天空王」2006年9月9日第1刷発行（9月4日発売[集 12]）、ISBN 4-08-874257-5
  13. 「真才牙覚醒!!」2016年11月9日第1刷発行（11月4日発売[集 13]）、ISBN 978-4-08-880862-8
  14. 「決闘！才牙対才牙」2019年6月9日第1刷発行（6月4日発売[集 14]）、ISBN 978-4-08-881847-4
  15. 「嗚呼！ライオ」2020年10月7日第1刷発行（10月2日発売[集 15]）、ISBN 978-4-08-882390-4
  16. 「おれの渾身！」2022年4月9日第1刷発行（4月4日発売[集 16]）、ISBN 978-4-08-883091-9
  17. 「新才牙・唸る！」2023年7月9日第1刷発行（7月4日発売[集 17]）、ISBN 978-4-08-883658-4
  18. 「最果ての地へ！」2024年10月9日第1刷発行（10月4日発売[集 18]）、ISBN 978-4-08-884220-2

### ガイドブック
第1巻から第9巻のガイドブックとして、集英社より『冒険王ビィト グランドアドベンチャー』が2005年2月4日に発売された。ISBN 978-4-08-873729-4。現在は絶版。
本書の内容は「BUSTER SIDE」と「VANDEL SIDE」に分かれており、通常の表紙から読むとバスター側の特集、本を逆さにして裏表紙から読むと「魔賓冥典」と題した魔人側の特集となる。カバー裏にも「魔賓冥典」の表紙が印刷されている。「魔賓冥典」には『月刊少年ジャンプ』に掲載された読者投稿コーナー「魔賓館V.I.P.」も収録。付録として、『冒険王ビィト CARD GAME』の限定プロモーションカード「PR-015 挑戦者ビィト」が同梱されている。

### 総集編
連載再開に合わせ、休載前の掲載分を収録した単行本第12巻までに未収録だった第48話を含んだ総集編が発売された。
冒険王ビィト総集編 Buster's Records
1. 「誕生!! ビィト戦士団」2016年3月30日発売、ISBN 978-4-08-111148-0
2. 「謀略!! 深緑の智将グリニデ」2016年3月30日発売、ISBN 978-4-08-111149-7
3. 「強襲!! 不動巨人ガロニュート」2016年4月6日発売、ISBN 978-4-08-111150-3
4. 「降臨!! 天空王バロン」2016年4月13日発売、ISBN 978-4-08-111151-0

## アニメ
2004年9月30日から2005年9月29日までテレビ東京系で毎週木曜夕方6時30分から放送。全52話。テレビ東京開局40周年記念作品。アニメーション制作は東映アニメーション。原作の冒頭から黒の地平編終了までのストーリーをベースに、若干のアレンジやオリジナルエピソードを加えて構成されている。
2005年10月6日から第2シリーズ『冒険王ビィト エクセリオン』に改題し、2006年3月30日まで全25話を放送。全編アニメオリジナルのストーリーが展開された。スタッフなどに大きな変更はなし。
ナレーションは田中秀幸。
『エクセリオン』終了後、平日の18時30分枠はバラエティ枠（『スキバラ』→『ピラメキーノ』）となっていたが、2013年の春の改編で月曜19時00枠に放送されていた『たまごっち! ゆめキラドリーム』が当枠に移動することになったため、7年ぶりにアニメ枠が復活することになった。

### 特徴
オリジナルキャラクター
マスコット的なキャラクターとしてポアラと行動をともにする「トト」が追加されているほか、原作エピソードの合間に挿入されるオリジナルエピソードのみの準レギュラーとして「ジーク戦士団」が登場する。トトは『エクセリオン』にも引き続き登場する。『エクセリオン』ではオリジナルキャラクターの「リオン」と、それを取り巻く人々との関わりがおもに描かれる。

筆文字
サブタイトル画面では、アニメーターの馬越嘉彦による筆文字のテロップが使用されている。ほかのシーンでも同様の筆文字が頻繁に使用されており、とくに魔人や腹心魔物が登場するシーンでは毎回必ず名前が表示される（『エクセリオン』では原則初登場回のみ）。
バンクシステム
アニメ版ではビィト、ミルファらが才牙を出す際に固有のバンクと原作にはない口上が加えられており、オリジナルキャラクターのジークが才牙を出す際も同様の演出がある。『エクセリオン』においても、オリジナルキャラクターのリオンが「ブライティプライム」を使用する際に固有のバンクと口上がある。
設定の一部変更
烙印（ブランディング）は原作にある焼きごてのような道具を使わず、手をかざして刻むという方法に変更されている。また、バスターが一般人に恐れられるという描写もなくなっている。
シリーズ序盤のみ、魔人が死亡した際に爆発し、地面に印が刻まれるというオリジナルの演出がなされている。
アニメ化の範囲に入っていない原作のベカトルテ編において、才牙はバスターの「魂」であることをビィトが認識する場面があるが、アニメ版では最初からビィトが才牙を出す際の口上で「偉大な魂」という言葉を使い、第8話でも才牙について「ヴァンデルバスターの魂だ」と叫ぶ。
暴力的・性的表現の抑制
流血描写や性的描写に関しては原作よりもかなり抑制されており、血や傷口を白く光らせる処理が多くの場面で行われているほか、原作ではショーツ状のものを露出しているポアラとミルファが黒く短いスパッツ状のものを穿き、胸元も露出されることはない。「殺す」という言葉が「潰す」「倒す」などに置き換えられている場面もある。

### 内容

#### 冒険王ビィト
基本的には原作における黒の地平編完結までのストーリーに沿って進行しつつ、合間にオリジナルエピソードが挿入される。おもなオリジナルエピソードは以下のとおり。
- 町を襲う三ッ星魔人ギルスと成長したビィトの戦い（第1話冒頭）、原作第1話前半のエピソードを挟み、ゼノン戦士団と五ッ星魔人ザンデの戦い（第1話後半）
- ジーク戦士団との出会い、才牙を蒐集する四ッ星魔人メルモンドとの戦い（第6話 - 第8話）
- スレッドと二ッ星魔人シャデリコの戦い。原作エピソードのアレンジ（第9話）
- ビィト・ジーク戦士団とベンチュラ率いる魔物の群れとの戦い。ミルファが原作よりも早く登場（第17話 - 第20話）
- ロズゴートの腹心魔物バットンが仕掛ける罠を潜り抜けるビィト戦士団（第31話、第32話）
- 三ッ星魔人ガネール率いる一味とビィト・ジーク戦士団の戦い（第35話 - 第38話）
- 黒の地平での魔物退治、キッス逮捕までの顛末（第46話、第47話）
- ビィト戦士団の道中記。風邪をひいたミルファの看病（第48話）
- 単独行動するスレッドと港町サドラムを支配する五ッ星魔人ランパードの戦い（第49話）
- ビィト戦士団の道中記。ビィトとキッスの友情（第50話）
- ビィト戦士団と港町ターミッツを支配する五ッ星魔人バラサの戦い（第51話、第52話）

#### 冒険王ビィト エクセリオン

##### あらすじ（エクセリオン）
グランシスタへと向かうビィトたちを乗せた船は、突如謎の魔人バウスに襲われ難破し、住人の半数が天撃使いという天撃の町・シャンティーゴに流れ着く。ビィトたちはそこで、他者の力を増幅する不思議な力を持った少年リオンと出会う。船が直るまでシャンティーゴに滞在することになったビィトたちは、バウス率いる「魔牢獄」の魔人や魔物から町を守りつつ、天撃の達人「シャンティーゴ四賢人」の修行を受ける。領主の息子として決められた道を歩むことを拒むリオンは、未熟さと自分勝手な性格で周囲を振り回すが、ビィトたちと行動をともにするうちに成長し、不思議な力も増幅してゆく。
バウスはリオンの力が極限にまで達した段階で町に総攻撃を仕掛け、地下に封印された莫大な冥力を解放し、リオンを連れ去る。ビィトたちはリオンを助けるため魔牢獄に乗り込み、最後の決戦に挑む。バウスは解放された冥力とリオンの力を用いて魔牢獄を浮上させ、魔賓館を破壊しみずからが魔人の頂点に立つことをもくろむが、シャギーによって明かされた真実とビィトたちの活躍によりその野望を打ち砕かれる。ビィトは魔人の肉体を捨ててみずからに挑むバウスを死闘のすえに倒し、リオンとともに帰還する。リオンは立派な領主になることを誓い、ビィトたちはふたたび暗黒の世紀を終わらせるために旅立つ。

##### オリジナル設定
天力陣（てんりょくじん）
シャンティーゴ領主パドロとその息子リオンが使う技。空中に円を描き発動させる。その円はあらゆる冥撃、魔物、魔人を遮断し、逆に円を通り抜けた天撃、才牙、バスターを大幅に強化する。天力陣自体に攻撃力はないものの、攻撃と防御の補助効果を兼ね備えた非常に強力な技。リオンは母マチルダの形見「ブライティプライム」を使って発動させる。
魔牢獄（まろうごく）
魔人の規律を破ったとされる魔人を幽閉、監視する施設。実体はかつて何者かによって建造された強化魔人製造のための実験場であり、ここに幽閉されている囚人魔人は罪を犯したわけではなく、実際にはすべて強化魔人を製造する過程で生まれた失敗作で、胸に着けられた「拘束具」がないと冥力が暴走して自爆に至るとされている。ミサイルを発射する砲台などの装備が充実しており、莫大な冥力を受けることで浮上することも可能。誰に造られたのかは最後まで明らかにされない。

### スタッフ
第1・第2シリーズ共通。
- 原作 - 三条陸
- 漫画 - 稲田浩司（集英社「月刊少年ジャンプ」連載）
- プロデューサー - 森村祥子（テレビ東京）、坂田雄馬、関弘美 → 木戸睦
- シリーズディレクター - 長峯達也
- シリーズ構成 - 成田良美
- キャラクターデザイン - 中鶴勝祥、山室直儀
- 総作画監督 - 山室直儀
- 美術設定 - 中村光毅
- 色彩設計 - 佐久間ヨシ子
- 編集 - 西山茂
- 音響効果 - 鷲尾健太郎 （フィズサウンドクリエイション）
- 音楽 - 高木洋
- 製作担当 - 柳義明
- アニメーション制作 - 東映アニメーション
- 製作協力 - 東映、ビィト製作委員会
- 製作 - テレビ東京、電通、東映アニメーション

### 主題歌

#### オープニングテーマ
冒険王ビィト
「emotion」（第1話 - 第26話）
作詞・作曲 - 南ヤスヒロ、丸谷学 / 編曲・歌 - Sunbrain
「wish men」（第27話 - 第52話）
作詞 - 南ヤスヒロ、丸谷学、高崎卓馬 / 作曲 - 南ヤスヒロ、丸谷学 / 編曲・歌 - Sunbrain
冒険王ビィト エクセリオン
「空を見て想う」（第1話 - 第25話）
作詞 - 山口進 / 作曲 - OUTLAW / 編曲 - OUTLAW&片岡大志 / 歌 - OUTLAW

#### エンディングテーマ
冒険王ビィト
「pureness」（第1話 - 第13話）
作詞・歌 - 北出菜奈 / 作曲・編曲 - 本間昭光
「Dreaming under the moon」（第14話 - 第26話）
作詞・作曲・歌 - 加藤ミリヤ / 編曲 - Maestro-T
「The Bee of Love -ある蜂の愛の物語-」（第27話 - 第39話）
作詞 - Babee / 作曲・編曲 - Franken / 歌 - Splash Candy
「月あかり(Full Moon Version)」（第40話 - 第52話）
作詞 - nanami / 作曲 - nanami / 編曲 - 村山達哉 / 歌 - 大山百合香
冒険王ビィト エクセリオン
「風のランナー」（第1話 - 第25話）
作詞・作曲 - 石田順三 / 編曲 - 坂本昌之 / 歌 - SunSet Swish

#### 挿入歌
「冒険王ビィト！」
作詞・作曲 - YOFFY / 編曲 - 大石憲一郎 / 歌 - サイキックラバー
『冒険王ビィト』第37話、第38話挿入歌。
「Eternal Wing」
作詞 - YOFFY / 作曲 - 高木洋 / 編曲 - 大石憲一郎 / 歌 - 五條真由美
『冒険王ビィト』第43話、『冒険王ビィト エクセリオン』第23話挿入歌。
「HERO」
作詞 - 柚木美祐 / 作曲・編曲 - 高木洋 / 歌 - 五條真由美
『冒険王ビィト エクセリオン』第21話挿入歌。

### 各話リスト
| 話数 | サブタイトル                             | 脚本       | （コンテ） 演出         | 作画監督          | 美術       | 放送日         |
| ---- | ---------------------------------------- | ---------- | ----------------------- | ----------------- | ---------- | -------------- |
| 1    | ビィト!! 少年よ大志を抱け!!              | 成田良美   | 長峯達也                | 袴田裕二          | 本多敬     | 2004年 9月30日 |
| 2    | ゼノン戦士団! 誇り高き死闘の果て…        | 成田良美   | 山内重保                | 佐藤陽子          | 鹿野良行   | 10月7日        |
| 3    | ポアラ! 死人沼の決闘                     | 成田良美   | 廣川集一                | 工藤柾輝          | 吉田智子   | 10月14日       |
| 4    | バーニングランス! うなれ熱き炎の才牙!    | まさきひろ | 細田雅弘                | 山崎健志          | 本多敬     | 10月21日       |
| 5    | ビィト戦士団! その大いなる旅立ち         | 山田隆司   | 角銅博之                | 織岐一寛          | 鹿野良行   | 10月28日       |
| 6    | ジーク! 情熱のバスター来たる             | 成田良美   | 長峯達也                | 袴田裕二          | 吉田智子   | 11月4日        |
| 7    | メルモンド! 戦慄の才牙コレクター         | 山田隆司   | 細田雅弘                | 佐々門信芳        | 鹿野良行   | 11月11日       |
| 8    | エクセリオンブレード! 受け継がれた魂     | まさきひろ | 山内重保                | 桑原幹根          | 本多敬     | 11月18日       |
| 9    | スレッド! 孤独な暗殺者                   | 成田良美   | 佐々木皓一              | 工藤柾輝          | 鹿野良行   | 11月25日       |
| 10   | グリニデ! 襲い来る深緑の智将             | 山下憲一   | 藤瀬順一                | 佐藤陽子 袴田裕二 | 本多敬     | 12月2日        |
| 11   | ゼノンウィンザード! 羽ばたけ宿命の必殺剣 | 山田隆司   | （大庭秀昭） 細田雅弘   | 山崎健志          | 鹿野良行   | 12月9日        |
| 12   | ベルトーゼ! 牙をむく惨劇の王者           | 山田隆司   | 角銅博之                | 佐々門信芳        | 本多敬     | 12月16日       |
| 13   | サイレントグレイブ! 疾風の刃舞う         | 下山健人   | うえだひでひと          | 織岐一寛          | 鹿野良行   | 12月23日       |
| 14   | クラウンシールド! 目覚めよ新たなる力     | まさきひろ | 岡佳広                  | 袴田裕二          | 本多敬     | 2005年 1月6日  |
| 15   | 決戦! ビィトVSベルトーゼ!!               | 山下憲一   | 長峯達也                | 桑原幹根          | 鹿野良行   | 1月13日        |
| 16   | 黒の地平! 激動の新天地へ                 | 下山健人   | 佐々木皓一              | 工藤柾輝          | 本多敬     | 1月20日        |
| 17   | ミルファ! 電撃のスーパーヒロイン!!       | 成田良美   | 細田雅弘                | 山崎健志          | 鹿野良行   | 1月27日        |
| 18   | ビィト・ジーク戦士団! 魔の巣窟を討て     | 山田隆司   | うえだひでひと          | 織岐一寛          | 本多敬     | 2月3日         |
| 19   | グルメアント! 凶々しき地中の脅威         | まさきひろ | 角銅博之                | 佐々門信芳        | 鹿野良行   | 2月10日        |
| 20   | 激突! テルセロン最終防衛戦               | 成田良美   | （下田久人） 山口美浩   | 橋本勝巳          | 本多敬     | 2月17日        |
| 21   | ベンチュラ! 三ッ星の逆襲                 | 山下憲一   | 岡佳広                  | 袴田裕二          | 鹿野良行   | 2月24日        |
| 22   | フラウスキー! 殺し屋は獲物を笑う         | 山田隆司   | 佐々木皓一              | 工藤柾輝          | 本多敬     | 3月3日         |
| 23   | キッス! 再会とあの日の誓い               | 下山健人   | うえだひでひと          | 織岐一寛          | 鹿野良行   | 3月10日        |
| 24   | 再戦! 不死身のフラウスキー               | 成田良美   | 細田雅弘                | 山崎健志          | 本多敬     | 3月17日        |
| 25   | グリニデ城! 裏切りの罪と罰               | まさきひろ | 角銅博之                | 佐々門信芳        | 鹿野良行   | 3月24日        |
| 26   | サイクロンガンナー! 解き放て風の銃       | 山下憲一   | 長峯達也                | 桑原幹根          | 本多敬     | 3月31日        |
| 27   | ロズゴート! 力への信奉者                 | 山田隆司   | 山口美浩                | 佐々門信芳 高橋昇 | 鹿野良行   | 4月7日         |
| 28   | 業火の冥撃流! 迫られる決断の刻           | まさきひろ | （入好さとる） 岡崎幸男 | 福島豊明          | 本多敬     | 4月14日        |
| 29   | 反撃! 命燃やす天才キッス                 | 下山健人   | 岡佳広                  | 袴田裕二          | 鹿野良行   | 4月21日        |
| 30   | 天青の氷結波! 涙を力にかえて             | 成田良美   | 佐々木皓一              | 工藤柾輝          | 本多敬     | 4月28日        |
| 31   | バットン! 主亡き狙撃手                   | 成田良美   | うえだひでひと          | 織岐一寛          | 鹿野良行   | 5月5日         |
| 32   | 大脱出! ビィトの寝てる間に…              | 山田隆司   | 角銅博之                | 佐々門信芳        | 本多敬     | 5月12日        |
| 33   | ミルファ! 愛と正義のBB再び               | 山下憲一   | 細田雅弘                | 山崎健志          | 鹿野良行   | 5月19日        |
| 34   | ライボルトグラスパー! 来たれ乙女の雷よ   | 下山健人   | （入好さとる） 長峯達也 | 桑原幹根          | 本多敬     | 5月26日        |
| 35   | ガネール! この世は魔札がすべて           | まさきひろ | 岡崎幸男                | 福島豊明          | 鹿野良行   | 6月2日         |
| 36   | 軍艦トータス! 移動要塞を追え             | 山下憲一   | 岡佳広                  | 袴田裕二          | 本多敬     | 6月9日         |
| 37   | ゼニア! 静かなる恐怖                     | 山田隆司   | 佐々木皓一              | 工藤柾輝          | 鹿野良行   | 6月16日        |
| 38   | ジーク! 戦士たちの征く道                 | 成田良美   | うえだひでひと          | 織岐一寛          | 本多敬     | 6月23日        |
| 39   | 強襲! 悪夢のグリニデ城                   | 成田良美   | 角銅博之                | 佐々門信芳        | 鹿野良行   | 6月30日        |
| 40   | 血塗られた獣! グリニデの真の姿           | 山下憲一   | 細田雅弘                | 山崎健志          | 本多敬     | 7月7日         |
| 41   | 怒剛裂波! 暴走する野獣の叫び             | 山田隆司   | 長峯達也                | 桑原幹根          | 前塚太一   | 7月14日        |
| 42   | ボルティックアックス! 猛りくるう雷の斧   | 下山健人   | 勝間田具治              | 佐々門信芳        | 本多敬     | 7月21日        |
| 43   | 絶体絶命! 最後の猛反撃                   | まさきひろ | （入好さとる） 岡崎幸男 | 福島豊明          | 鹿野良行   | 7月28日        |
| 44   | ミラクルチーム! 決めろ! 奇跡の三連撃     | 下山健人   | うえだひでひと          | 織岐一寛          | 本多敬     | 8月4日         |
| 45   | グリニデの最期! さらば深緑の智将         | 山田隆司   | 岡佳広                  | 袴田裕二          | 前塚太一   | 8月11日        |
| 46   | 起てバスター! 希望の光をつかめ           | 成田良美   | 佐々木皓一              | 工藤柾輝          | 本多敬     | 8月18日        |
| 47   | 指名手配! キッス逮捕される!?             | 山下憲一   | 角銅博之                | 佐々門信芳        | 鹿野良行   | 8月25日        |
| 48   | 一大事!? クラクラのミルファ?             | まさきひろ | 細田雅弘                | 山崎健志          | 本多敬     | 9月1日         |
| 49   | スレッド! 孤高なるバスター!              | 山田隆司   | 勝間田具治              | 桑原幹根          | 前塚太一   | 9月8日         |
| 50   | ビィトとキッス! 友情の証!                | 下山健人   | うえだひでひと          | 織岐一寛          | 本多敬     | 9月15日        |
| 51   | 囚われの港! ターミッツ攻防戦!            | 山下憲一   | （奥田誠治） 岡崎幸男   | 青鉢芳信          | 鹿野良行   | 9月22日        |
| 52   | 最後の戦い! 黒の地平よさらば!!           | まさきひろ | （入好さとる） 立仙裕俊 | 佐々門信芳        | 秋山健太郎 | 9月29日        |

| 話数 | サブタイトル                                | 脚本       | （コンテ） 演出         | 作画監督   | 美術       | 放送日        |
| ---- | ------------------------------------------- | ---------- | ----------------------- | ---------- | ---------- | ------------- |
| 1    | 新大陸! 新たな冒険の始まり!                 | 成田良美   | 長峯達也                | 袴田裕二   | 本多敬     | 10月6日       |
| 2    | バスターなんかになりたくない!               | 成田良美   | 佐々木皓一              | 工藤柾輝   | 鹿野良行   | 10月13日      |
| 3    | グリファス登場! 家出したリオンを連れもどせ! | 山田隆司   | 有冨興二                | 橋本航平   | 本多敬     | 10月20日      |
| 4    | ビィト戦士団 シャンティーゴに宿屋を開く!?   | 山下憲一   | 角銅博之                | 佐々門信芳 | 鹿野良行   | 10月27日      |
| 5    | アートロン襲撃! 爆発する芸術の魂            | 下山健人   | うえだひでひと          | 織岐一寛   | 本多敬     | 11月3日       |
| 6    | 涼風のイーブル! ビィトよ風の声を聴け!       | まさきひろ | 岡佳広                  | 桑原幹根   | 鹿野良行   | 11月10日      |
| 7    | 月夜の再会! 奴の名はバウス!                 | 成田良美   | （奥田誠治） 岡崎幸男   | 福島豊明   | 本多敬     | 11月17日      |
| 8    | 強欲君主ハーデン! シャンティーゴ強襲!       | まさきひろ | （奥田誠治） 立仙裕俊   | 佐々門信芳 | 鹿野良行   | 11月24日      |
| 9    | 瞬雷のトンガ! 吼えろ迅雷撃破!               | 下山健人   | 佐々木皓一              | 工藤柾輝   | 本多敬     | 12月1日       |
| 10   | ハング潜入! 天撃祭りの戦い!                 | 山下憲一   | （入好さとる） 岩井隆央 | 橋本航平   | 鹿野良行   | 12月8日       |
| 11   | 史上最弱魔人! その名はニャンジャマー!       | 山田隆司   | 長峯達也                | 袴田裕二   | 本多敬     | 12月15日      |
| 12   | 流水のレイモンド! 若人よこれが修行だ!       | 下山健人   | うえだひでひと          | 織岐一寛   | 鹿野良行   | 12月22日      |
| 13   | 復讐のジェラ! ビィト炎に死す!               | まさきひろ | 角銅博之                | 佐々門信芳 | 本多敬     | 2006年 1月5日 |
| 14   | 明かされる魔牢獄の秘密!                     | 山下憲一   | 佐々木皓一              | 工藤柾輝   | 鹿野良行   | 1月12日       |
| 15   | 大捜索! 復活のビィト!                       | 山田隆司   | （岡佳広） 立仙裕俊     | 桑原幹根   | 本多敬     | 1月19日       |
| 16   | 目覚めた天力! リオンに力宿るとき!           | 成田良美   | （奥田誠治） 長尾粛     | 福島豊明   | 鹿野良行   | 1月26日       |
| 17   | バウス総攻撃! シャンティーゴの戦い!         | まさきひろ | （入好さとる） 又野弘道 | 橋本航平   | 秋山健太郎 | 2月2日        |
| 18   | バウスVSパドロ! リオンを守れ!               | 成田良美   | 長峯達也                | 袴田裕二   | 本多敬     | 2月9日        |
| 19   | 風牙一閃! 風使いの魂!                       | 下山健人   | うえだひでひと          | 織岐一寛   | 鹿野良行   | 2月16日       |
| 20   | ビィト戦士団! 魔牢獄突入!                   | 山下憲一   | 佐々木皓一              | 工藤柾輝   | 本多敬     | 2月23日       |
| 21   | 炎と雷の乙女達! ハングを撃破せよ!           | まさきひろ | 角銅博之                | 佐々門信芳 | 秋山健太郎 | 3月2日        |
| 22   | 魔牢獄、飛ぶ!                               | 山田隆司   | 岡佳広                  | 桑原幹根   | 本多敬     | 3月9日        |
| 23   | 魔牢獄獄長! バウスの正体!                   | 成田良美   | 又野弘道                | 橋本航平   | 鹿野良行   | 3月16日       |
| 24   | 最終決戦! 閃光のエクセリオンブレード!       | 山下憲一   | 長峯達也                | 袴田裕二   | 本多敬     | 3月23日       |
| 25   | さらばシャンティーゴ!                       | 成田良美   | うえだひでひと          | 織岐一寛   | 秋山健太郎 | 3月30日       |

### ネット局
- テレビ東京
- テレビ大阪
- テレビ愛知
- TVQ九州放送
- テレビ北海道
- テレビせとうち
- 岐阜放送 ※木曜 18:30 - 19:00に放送[85]。独自の特番により別枠になることもあった。
- BSジャパン ※1日遅れで放送

## コンピュータゲーム
アニメ化とあわせたメディアミックスとして、コンピュータゲーム化も行われている。おもな作品情報は以下のとおり。

### 冒険王ビィト バスターズロード
原作でのビィトの旅立ちから黒の地平編までをフリーシナリオ上で追体験できる作品。メインキャラクターに加え、原作では端役であるゴラン戦士団やグレスト・バドゥ組もプレイヤーキャラクターとして使用できる。

### 冒険王ビィト ダークネスセンチュリー
原作の冒頭部から黒の地平編までを追体験する作品。操作可能なキャラクターはビィト、ポアラ、キッス。スレッドとミルファは戦闘中にコマンドを入力することで一時的に加勢するキャラクターとして使用できる。移動を左のアナログスティック、攻撃、防御などを右のアナログスティックで行う「GRI2アクション」と呼ばれる操作法が特徴。

### 冒険王ビィト ヴァンデル バーサス バスターズ
ビィトたちではなく、原作陣のデザインによる二刀流のオリジナルキャラクターを主人公とし、「双子島」を舞台にオリジナルストーリーでゲームが展開する作品。ビィトたちも「仲間にできるバスター」というかたちで登場する。
アクションRPGのキャラクターを直接操作して戦うパートと、島の各拠点を魔人の支配から解放するといったボードゲーム系のパートを繰り返しながらクリアを目指す。またほかのバンダイ作品を持っているとキャラクターが増えたりする。クリア後に魔人側でプレイすることも可能。